# Championnat des Pays-Bas de rugby à XV 2017-2018
Navigation
Championnat 2016-2017 Championnat 2018-2019
Le Championnat des Pays-Bas de rugby à XV 2017-2018 appelé Ereklasse 2017-2018, oppose les douze meilleures équipes néerlandaises de rugby à XV. Il débute le 9 septembre 2017 pour s'achever par une finale disputée le 20 mai 2018.		

## Les clubs de l'édition 2017-2018
Les douze équipes qui participent à l'Ereklasse sont :		
| Delft Ascrum Castricum 't Gooi Den Haag Hilversum The Hookers Leyde Oemoemenoe The Dukes Waterland The Bassets |

| Équipe          | Stade               | Capacité | Ville            |
| --------------- | ------------------- | -------- | ---------------- |
| Delftsche SR-C  |                     |          | Delft            |
| ASRV Ascrum     | De Eendracht        |          | Amsterdam        |
| Castricumse RC  | Wouterland          |          | Castricum        |
| RC The Bassets  |                     |          | Sassenheim       |
| RC 't Gooi      | Sportpark Naarden   |          | Naarden          |
| Haagsche RC     | Bouwmeesterlaan     |          | La Haye          |
| RC Hilversum    | Sportpark Berestein |          | Hilversum        |
| RC The Hookers  | De Rondgang         |          | Hoek van Holland |
| LRC DIOK        | Smaragdlaan         |          | Leyde            |
| EZRC Oemoemenoe | De Sprong           |          | Middelbourg      |
| RC The Dukes    | Pettelaer           |          | Bois-le-Duc      |
| RC Waterland    | Van IJsendijkstraat |          | Purmerend        |

## Première phase

### Classement
| Rang | Club               | J  | V  | N | D  | Pm  | Pe  | Diff | Pts |
| ---- | ------------------ | -- | -- | - | -- | --- | --- | ---- | --- |
| 1    | RC Hilversum       | 11 | 10 | 1 | 0  | 611 | 122 | +489 | 52  |
| 2    | LRC DIOK           | 11 | 10 | 0 | 1  | 452 | 167 | +285 | 47  |
| 3    | RC 't Gooi (T)     | 11 | 8  | 1 | 2  | 501 | 151 | +350 | 46  |
| 4    | EZRC Oemoemenoe    | 11 | 7  | 0 | 4  | 451 | 219 | +232 | 37  |
| 5    | RC Waterland       | 11 | 6  | 0 | 5  | 316 | 383 | -67  | 30  |
| 6    | RC The Bassets     | 11 | 6  | 0 | 5  | 272 | 272 | 0    | 29  |
| 7    | Castricumse RC     | 11 | 5  | 1 | 5  | 276 | 275 | +1   | 27  |
| 8    | ASRV Ascrum        | 11 | 4  | 1 | 6  | 197 | 317 | -120 | 23  |
| 9    | Haagsche RC        | 11 | 4  | 0 | 7  | 167 | 378 | -211 | 19  |
| 10   | RC The Dukes       | 11 | 3  | 0 | 8  | 184 | 428 | -244 | 16  |
| 11   | Delftsche SR-C (P) | 11 | 1  | 0 | 10 | 107 | 506 | -399 | 6   |
| 12   | RC The Hookers     | 11 | 0  | 0 | 11 | 146 | 462 | -316 | -2¹ |

¹ The Hookers ont déclaré forfait face au RC DIOK.		
|  | Qualifiés pour la poule finale (no 1, no 2, no 3, no 4, no 5, no 6).           |
|  | Qualifiés pour la poule de relégation (no 7, no 8, no 9, no 10, no 11, no 12). |
|  | T : tenant du titre 2017, P : promu 2017.                                      |

Attribution des points' : victoire sur tapis vert : 5, victoire : 4, match nul : 2, défaite : 0, forfait : -5 ; plus les bonus (offensif : 4 essais marqués ; défensif : défaite par 7 points d'écart ou moins).		
Règle de classement : ?		

## Deuxième phase

### Tournoi final

#### Classement
| Rang | Club            | J  | V | N | D | Pm  | Pe  | Diff | Pts |
| ---- | --------------- | -- | - | - | - | --- | --- | ---- | --- |
| 1    | RC Hilversum    | 10 | 9 | 0 | 1 | 500 | 163 | +337 | 51  |
| 2    | RC 't Gooi      | 10 | 9 | 0 | 1 | 414 | 153 | +261 | 47  |
| 3    | LRC DIOK        | 10 | 6 | 0 | 4 | 357 | 138 | +219 | 37  |
| 4    | EZRC Oemoemenoe | 10 | 4 | 0 | 6 | 226 | 320 | -94  | 19¹ |
| 5    | RC Waterland    | 10 | 1 | 0 | 9 | 99  | 541 | -442 | 7   |
| 6    | RC The Bassets  | 10 | 1 | 0 | 9 | 162 | 443 | -281 | 6   |

¹ Oemoemenoe a déclaré forfait face au RC DIOK.		
|  | Finalistes (no 1, no 2). |

Attribution des points' : victoire sur tapis vert : 5, victoire : 4, match nul : 2, défaite : 0, forfait : -5 ; plus les bonus (offensif : 4 essais marqués ; défensif : défaite par 7 points d'écart ou moins).		
Règle de classement : ?		

##### Résultats
| Clubs           | BAS   | DIO   | GOO   | HIL   | OEM   | WAT   |
| --------------- | ----- | ----- | ----- | ----- | ----- | ----- |
| RC The Bassets  |       | 12-28 | 11-39 | 26-71 | 12-37 | 26-19 |
| LRC DIOK        | 51-19 |       | 15-25 | 10-12 | 30-0  | 59-12 |
| RC 't Gooi      | 90-7  | 21-17 |       | 12-26 | 34-15 | 62-5  |
| RC Hilversum    | 43-17 | 34-24 | 33-40 |       | 57-8  | 96-0  |
| EZRC Oemoemenoe | 38-18 | 3-38  | 24-29 | 26-66 |       | 44-15 |
| RC Waterland    | 27-14 | 0-85  | 0-62  | 0-62  | 21-31 |       |

|  | Victoire à domicile |  | Match nul |  | Défaite à domicile |

#### Finale
| 20 mai 2018 15 h 00 CET | RC Hilversum | 19 - 30 (-) | RC 't Gooi | NRCA Stadium, Amsterdam |
| 20 mai 2018 15 h 00 CET |              |             |            | NRCA Stadium, Amsterdam |
| 20 mai 2018 15 h 00 CET |              |             |            | NRCA Stadium, Amsterdam |

### Tournoi maintien-relégation

#### Classement
| Rang | Club           | J  | V  | N | D | Pm  | Pe  | Diff | Pts |
| ---- | -------------- | -- | -- | - | - | --- | --- | ---- | --- |
| 7    | Castricumse RC | 10 | 10 | 0 | 0 | 420 | 232 | +188 | 55  |
| 8    | ASRV Ascrum    | 10 | 6  | 0 | 4 | 273 | 256 | +17  | 33  |
| 9    | RC The Dukes   | 10 | 4  | 1 | 5 | 261 | 322 | -61  | 29  |
| 10   | Haagsche RC    | 10 | 3  | 1 | 6 | 237 | 287 | -50  | 22  |
| 11   | Delftsche SR-C | 10 | 2  | 2 | 6 | 220 | 265 | -45  | 20  |
| 12   | RC The Hookers | 10 | 3  | 0 | 7 | 239 | 288 | -49  | 17  |

|  | Finalistes (no 7, no 8). |
|  | Barragiste (no 11).      |

Attribution des points' : victoire sur tapis vert : 5, victoire : 4, match nul : 2, défaite : 0, forfait : -5 ; plus les bonus (offensif : 4 essais marqués ; défensif : défaite par 7 points d'écart ou moins).		
Règle de classement : ?		

##### Résultats
| Clubs          | ASC   | CAS   | DEL   | DUK   | HAA   | HOO   |
| -------------- | ----- | ----- | ----- | ----- | ----- | ----- |
| ASRV Ascrum    |       | 22-33 | 22-15 | 25-24 | 29-17 | 22-20 |
| Castricumse RC | 55-19 |       | 31-24 | 62-24 | 36-24 | 35-20 |
| Delftsche SR-C | 24-41 | 15-40 |       | 17-25 | 28-28 | 31-33 |
| RC The Dukes   | 29-24 | 44-45 | 22-22 |       | 40-19 | 31-22 |
| Haagsche RC    | 7-44  | 22-40 | 10-21 | 49-5  |       | 28-23 |
| RC The Hookers | 32-25 | 18-43 | 13-23 | 37-17 | 21-33 |       |

|  | Victoire à domicile |  | Match nul |  | Défaite à domicile |

#### Finale
| 20 mai 2018 13 h 00 CET | Castricumse RC | 22 - 18 | ASRV Ascrum | NRCA Stadium, Amsterdam |
| 20 mai 2018 13 h 00 CET |                |         |             | NRCA Stadium, Amsterdam |
| 20 mai 2018 13 h 00 CET |                |         |             | NRCA Stadium, Amsterdam |

#### Barrage Promotion/Relégation
Le Delftsche SR-C s'impose face au RC Eemland, 7 points contre 6 (1 victoire, 1 bonus défensif et deux bonus offensifs / contre 1 victoire, 1 bonus offensif et 1 bonus défensif).		
| 20 mai 2018 15 h 00 CET | RC Eemland | 34 - 27 | Delftsche SR-C | Sportpark De Bokkeduinen, Amersfoort |
| 20 mai 2018 15 h 00 CET |            |         |                | Sportpark De Bokkeduinen, Amersfoort |
| 20 mai 2018 15 h 00 CET |            |         |                | Sportpark De Bokkeduinen, Amersfoort |

| 27 mai 2018 15 h 00 CET | Delftsche SR-C | 29 - 24 | RC Eemland | TU Delft Sport & Cultuur, Delft |
| 27 mai 2018 15 h 00 CET |                |         |            | TU Delft Sport & Cultuur, Delft |
| 27 mai 2018 15 h 00 CET |                |         |            | TU Delft Sport & Cultuur, Delft |